# Série Lapoigne
 (juin 2019).
Si vous disposez d'ouvrages ou d'articles de référence ou si vous connaissez des sites web de qualité traitant du thème abordé ici, merci de compléter l'article en donnant les références utiles à sa vérifiabilité et en les liant à la section « Notes et références ».
La série Lapoigne est une série de quatre romans pour enfants de Thierry Jonquet.
Elle est principalement éditée chez Nathan dans la collection Lune Noire, avec des illustrations d'Hervé Blondon.

## Caractéristiques générales
Destinée à un public "jeunesse" (à partir de 10 ans), la série décrit les mésaventures du clochard parisien et antihéros Claude Lapoigne, détective malgré lui. Elle s'est nourrie de l'expérience de Jonquet en matière de roman policier pour adultes, mais également de son engagement politique et social, le "monde de la cloche" parisien ne lui étant pas inconnu. L'ambiance d'un certain Quart Monde, exclusivement parisien, est rendue avec humour et truculence à travers une bande de comparses hauts en couleur. 
"En plus son personnage de clochard philosophe, heureux de vivre et débrouillard, lui donne l’occasion de faire vibrer, sur le mode rigolard, la fibre libertaire qu’il y a en lui, tout en nous promenant dans les lieux fétiches de son Paris contemporain." Notons que les romans sont plus "noirs" que "policiers" à proprement parler.

### Personnages récurrents
Lapoigne: Personnage principal de la série et narrateur, Claude Lapoigne, ancien professeur de latin (d’où son surnom Claudius Lapoignus), vit dans la rue depuis le décès de sa femme ("Que voulez-vous, je n'aimais qu'elle" ajoute-t-il systématiquement quand il évoque cette décision), accompagné de son putois Totor. De son aspect extérieur, Jonquet nous apprend seulement qu'il est brun et barbu ainsi que légèrement ventripotent. Outre la manche, il survit en fouillant les poubelles et officie comme écrivain public.
Totor : putois qui vit avec Claude Lapoigne. L'animal impose ses quatre volontés au clochard. 
Mustapha: doté d'un accent maghrébin prononcé, Mustapha tient une baraque à frites très courue à Belleville, qui sert également de siège aux activités d'écrivain public de Lapoigne. Il est marié à Aïcha, qu'il a d'ailleurs conquise grâce à une missive élégamment rédigée par ce dernier. 
La Mère Muzard: Née Clothilde-Berthe de Muzard-Salsempouille et rejeton d'une antique lignée ayant connu de gros revers de fortune, la Mère Muzard, octogénaire, à moitié aveugle, dépourvue d'odorat, dévorée de varices et cependant fort énergique grâce à son amour pour le vin blanc sec, est désormais concierge dans un immeuble rue Cuvier. C'est la meilleure amie de Lapoigne.

## Ouvrages

### Lapoigne et l'ogre du métro